# Richard Bloos
Richard Bloos (* 9. Oktober 1878 in Brühl; † 12. Mai 1957 in Düsseldorf) war ein vom Impressionismus beeinflusster deutscher Maler und Radierer der Düsseldorfer Schule.

## Leben

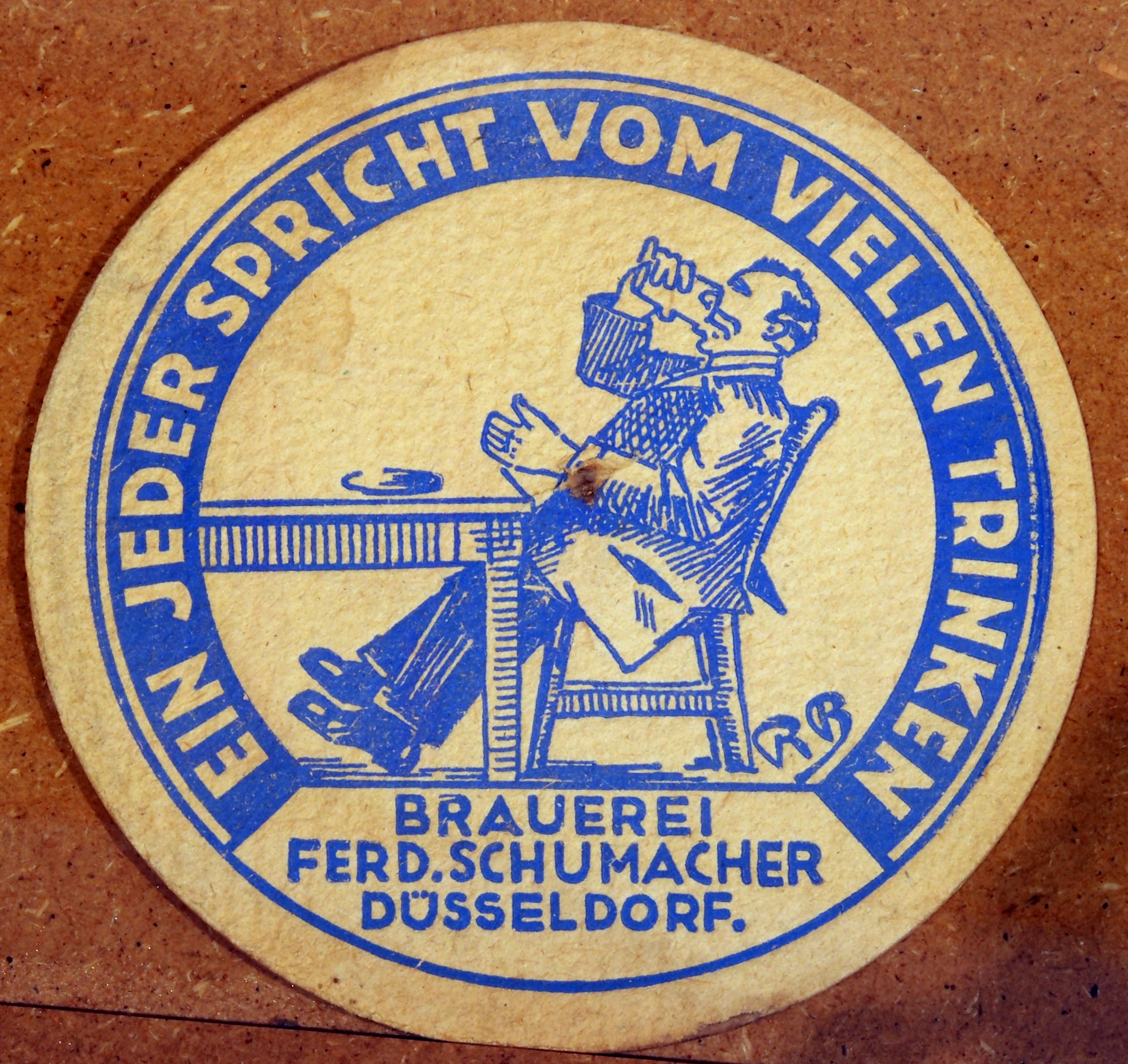
Bierdeckelmotiv Ein Jeder spricht vom vielen Trinken

Bloos studierte Malerei an der Kunstakademie Düsseldorf. Dort waren Peter Janssen der Ältere, Willy Spatz und Carl Ernst Forberg seine Lehrer. Er wurde dort, wie seine Zeitgenossen Max Stern und Willy Lucas, zur Freilichtmalerei ausgebildet. 1906 ging er nach Paris, wo er bis 1914 blieb. Während seines achtjährigen Parisaufenthaltes und seiner Kontakte zu Künstlerkreisen am Montmartre und im Café du Dôme verinnerlichte er wie kaum ein anderer Maler der Düsseldorfer Schule den französischen Impressionismus. Dementsprechend waren seine Motive geprägt von menschenbelebten Alleen, Parkanlagen sowie Marktplätzen. Seit 1908 beschickte er Ausstellungen der Münchener Secession und des Pariser Salon. Auch am Salon des Indépendants war er von 1909 bis 1913 vertreten. Von 1910 bis 1924 nahm er am Salon der Société nationale des beaux-arts teil und schuf Genreszenen und Pariser Stadtlandschaften. 1914 kehrte er nach Düsseldorf zurück. Nach dem Ersten Weltkrieg wohnte er dort in der Oberkasseler Cheruskerstraße 21.
Schon während seiner Zeit in Paris begann Bloos mit seinen Radierungen. Diese Radierungen wurden als „fraglos beste deutsche Graphik“ (Horn 1928) bezeichnet und karikieren auf eine satirische und humorvolle Weise die Gesellschaft und das Leben in der Gesellschaft. Heute befinden sich im Museum der bildenden Künste in Leipzig und im Rheinischen Landesmuseum Bonn Werke von Richard Bloos.
Richard Bloos hatte einen Bruder, Willi Bloos (1884–1959), der auch an der Kunstakademie Düsseldorf studiert hatte und Maler wurde. Beide Bloos-Brüder waren Mitglieder im Düsseldorfer Künstlerverein Malkasten, Richard Bloos von 1901 bis 1906 und von 1916 bis 1957. 
Während seiner Zeit in Düsseldorf nahm er Aufträge als Werbezeichner an. Auch durch Buch-Illustrationen ist er bekannt. In der Zeit des Nationalsozialismus war Bloos Mitglied der Reichskammer der bildenden Künste. Für diese Zeit ist seine Teilnahme an 8 Gruppenausstellungen sicher belegt. Als während des Zweiten Weltkriegs sein Düsseldorfer Haus zerstört war, ging er mit seiner Frau Gisela, einer Miniaturmalerin, nach Gerolstein. Schon als Kind hatte er dort den Kreisbaumeister, Kunstsammler und Familienfreund Josef Krahe besucht. Während des Zweiten Weltkriegs konnte Bloos Ölmalerei sowie das Radieren für die meiste Zeit nicht ausüben, da ihm das Zubehör fehlte. Allerdings entdeckte er dort seine Liebe zu den versteinerten Seelilien, die in den Gerolsteiner Kalkschichten zu finden sind. Schon bald fing er an, diese Seelilien zu sammeln, zu skizzieren und zu aquarellieren. Außerdem wurde er von der Umgebung der Eifel inspiriert, die so ein weiteres Motiv seiner Werke wurde. Noch heute existieren Aquarelle von Burgen, Bürgerhäusern und alter Mühlen aus dieser Zeit.
Am 12. Mai 1957 starb Richard Bloos. Sein Grab ist noch heute auf dem Düsseldorfer Nordfriedhof erhalten.

## Werke (Auswahl)
- Allée du Luxembourg, 1911
- Au Jardin du Luxembourg, 1911
- Le pecheur (Der Fischer), 1911
- Moulin de la Galette, 1911

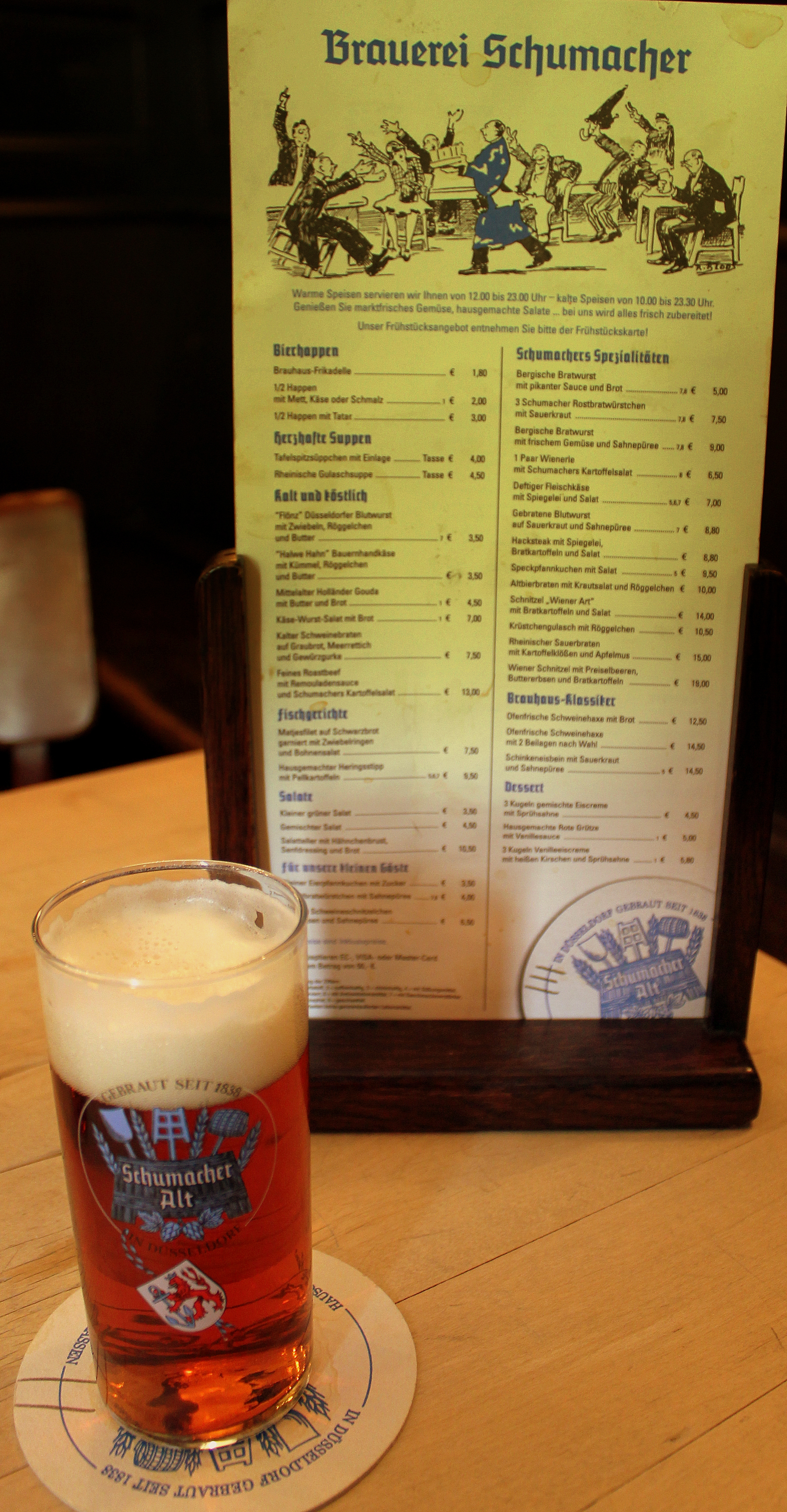
Getränkekarte der Brauerei Schumacher

- Scène de Bal au Moulin Rouge, 1912
- An der Pferderennbahn, 1920
- Gartencafé (Biergarten), Radierung 1921
- Allee, 1922
- Bierdeckel und Getränkekarten der Brauerei Schumacher, Düsseldorf, 1920er bis 1930er Jahre[15]